# Niechlów
Niechlów (niem. Nechlau) – wieś w Polsce położona w województwie dolnośląskim, w powiecie górowskim, w gminie Niechlów, przy drodze wojewódzkiej nr 324. 

## Gospodarka
Na terenie wsi znajduje się duże Przedsiębiorstwo Przemysłu Ziemniaczanego SA, które do 2001 roku korzystało z usług kolei ze stacją Niechlów.

## Podział administracyjny
W latach 1954–1959 wieś należała do gromady Żuchlów w  1960 r. w wyniku przeniesienia siedziby gromady  była siedzibą władz gromady Niechlów. W latach 1975–1998 miejscowość administracyjnie należała do województwa leszczyńskiego. Miejscowość jest siedzibą gminy Niechlów.

## Demografia
W 1945 r. niemieccy mieszkańcy zostali wysiedleni. Ich gospodarstwa zajęli polscy osadnicy z Małopolski i Wielkopolski oraz ekspatrianci z Kresów Wschodnich, zagarniętych przez Związek Radziecki. W ostatnich latach w Niechlowie odbywają się Spotkania Ludwiczańskie, gromadzące osiedlonych tu b. mieszkańców wsi Ludwikówka k. Bursztyna w d. województwie stanisławowskim oraz ich potomków. 
Wieś Niechlów to największa miejscowość gminy Niechlów. Według Narodowego Spisu Powszechnego posiadała 871 mieszkańców (III 2011 r.).
Wierni rzymskokatoliccy należą do parafii w Żuchlowie.